# Ionela Prodan
Ionela Prodan (n. 6 octombrie 1947, Dăbuleni, România – d. 16 aprilie 2018, București, România) a fost o solistă din Oltenia, precum și mama jurnalistei și impresarei de fotbal Anamaria Prodan. A interpretat cântece și în duet cu Ion Dolănescu.

## Repertoriu
- Din bucata mea de pâine
- Astă seară-i seară mare
- Voinea-l meu, voinicule (duet cu Ion Dolănescu)

## Premii și distincții
Președintele României Ion Iliescu i-a conferit artistei Ionela Prodan la 29 noiembrie 2002 Crucea națională Serviciul Credincios clasa a III-a, „pentru crearea și transmiterea cu talent și dăruire a unor opere literare semnificative pentru civilizația românească și universală”. 